# Trébrivan
Trébrivan (bretonisch Trabrivan) ist eine französische Gemeinde mit 763 Einwohnern (Stand: 1. Januar 2022) im Département Côtes-d’Armor in der Region Bretagne. Sie gehört zum Arrondissement Guingamp und zum Kanton Rostrenen. Zudem ist der Ort Mitglied des 1993 gegründeten Gemeindeverbands Kreiz-Breizh. Die Einwohner werden Trébrivanais(es) genannt.

## Geographie
Trébrivan liegt etwa 57 Kilometer südwestlich von Saint-Brieuc im Südwesten des Départements Côtes-d’Armor. An der nördlichen Gemeindegrenze verläuft das Flüsschen Kersault.

## Bevölkerungsentwicklung
| Jahr                       | 1793 | 1800 | 1831 | 1836 | 1866 | 1872 | 1911 | 1962 | 1968 | 1975 | 1982 | 1990 | 1999 | 2006 | 2012 |
| Einwohner                  | 1147 | 833  | 963  | 1140 | 1308 | 1147 | 1486 | 922  | 827  | 745  | 705  | 651  | 664  | 683  | 698  |
| Quellen: Cassini und INSEE |      |      |      |      |      |      |      |      |      |      |      |      |      |      |      |